# Golden Set (Tennis)

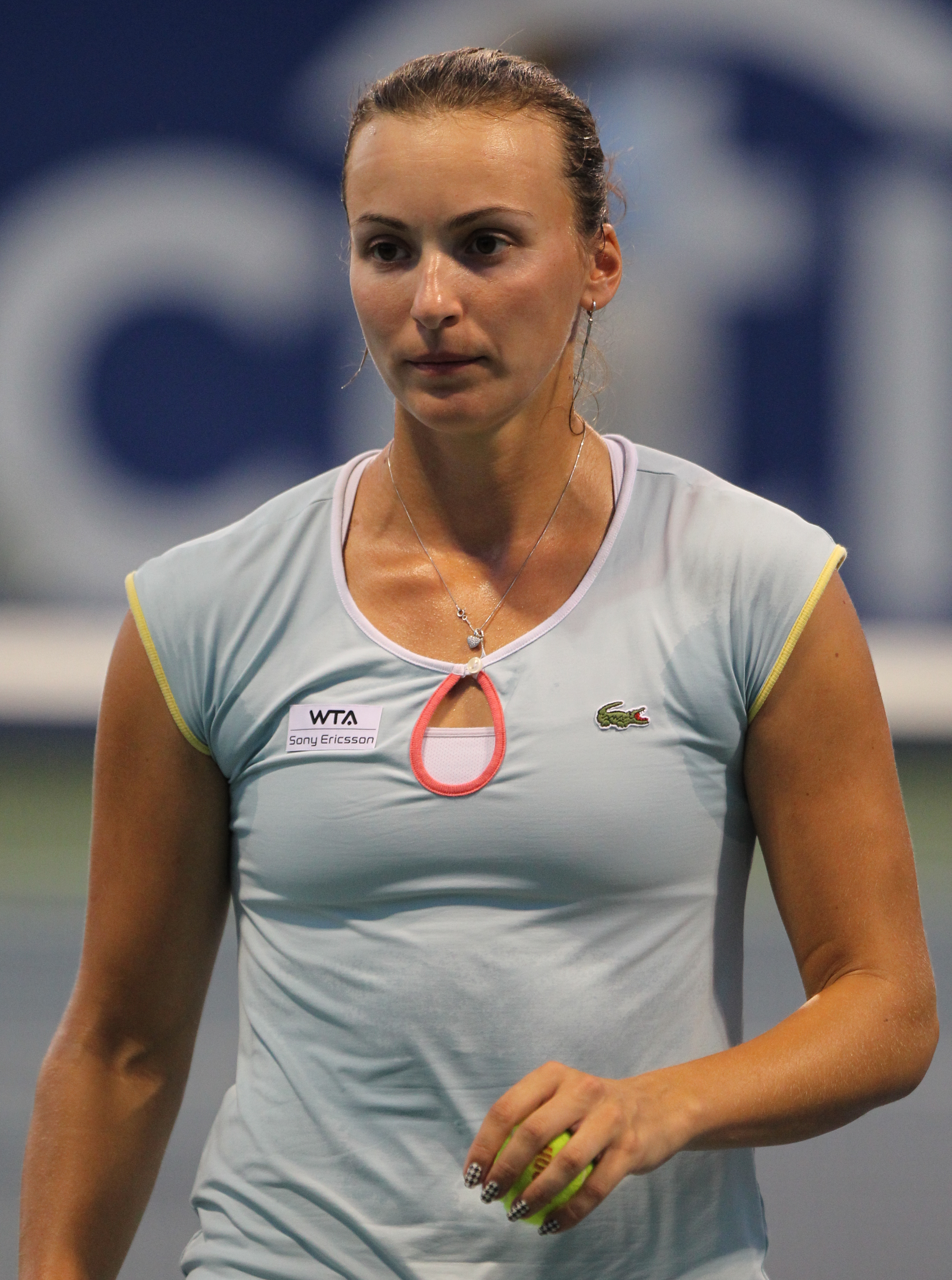
Jaroslawa Schwedowa, 2011

Als Golden Set (deutsch Goldener Satz) oder Golden Bagel (deutsch Goldener Bagel) wird im Tennis ein verlustpunktfreier Satzgewinn bezeichnet. Dazu muss der Spieler 24 Punkte in Folge für sich entscheiden, sodass alle Spiele über 40:0 gehen und zu null gewonnen werden. Der Satz muss mit 6:0 enden. In der Geschichte des Profitennis gelang dieses Kunststück erst fünf Spielern: 1983 dem US-Amerikaner Bill Scanlon, 2012 der Kasachin Jaroslawa Schwedowa, 2013 dem Deutschen Julian Reister, 2015 dem Italiener Stefano Napolitano und 2024 der Deutschen Emily Seibold. Noch vor der Profiära gelang jedoch auch der US-Amerikanerin Pauline Betz im Jahr 1943 ein Golden Set.
- Pauline Betz gegen  Catherine Wolf (6:0, 6:2) im Finale der Western & Southern Open 1943 in Cincinnati, Ohio, Vereinigte Staaten. Dabei erzielte Betz insgesamt 18 Gewinnschläge.[1]
- Bill Scanlon gegen  Marcos Hocevar (6:2, 6:0) am 22. Februar 1983 in der ersten Runde des WCT Gold Coast Classics in Delray Beach, Florida, Vereinigte Staaten[2]
- Jaroslawa Schwedowa gegen  Sara Errani (6:0, 6:4) am 30. Juni 2012 in der dritten Runde des Wimbledon Championships in Wimbledon, London, Vereinigtes Königreich. Schwedowa gewann den Satz nach 15 Minuten und 14 Gewinnschlägen sowie drei Breaks gegen die gesetzte Errani.[3]
- Julian Reister gegen  Tim Pütz (6:73, 6:4, 6:0) am 20. August 2013 in der ersten Qualifikationsrunde der US Open in New York City, Vereinigte Staaten. Reister gewann den dritten Satz nach 22 Minuten.[4]
- Stefano Napolitano gegen  Augusto Virgili (6:0, 6:3) am 7. Juli 2015 in der zweiten Qualifikationsrunde des Challengerturniers in Todi, Italien. Napolitano gewann insgesamt 33 Punkte in Folge.[5]
- Emily Seibold gegen  Denise Hrdinková (6:3, 6:0) am 16. Juli 2024 in der ersten Runde bei einem Turnier der ITF Women’s World Tennis Tour 2024 im slowenischen Krsko. Seibold gewann den zweiten Satz nach 18 Minuten.[6]

Am 22. Februar 2006 hatte die Kasachin Schwedowa bereits 23 aufeinanderfolgende Punkte im ersten Satz der Zweitrundenbegegnung beim Memphis International gegen die US-Amerikanerin Amy Frazier gewinnen können. Trotz dieses WTA-Rekordes gewann Frazier das Match mit 1:6, 6:0, 6:0.